# Eksperyment myślowy
Eksperyment myślowy (od niemieckiego pojęcia Gedankenexperiment, użytego po raz pierwszy przez Hansa Christiana Ørsteda) w najszerszym znaczeniu jest użyciem hipotetycznego scenariusza w celu ułatwienia zrozumienia pewnych rzeczy, zjawisk. Eksperymenty takie przeprowadza się w różnych dziedzinach, od filozofii po fizykę, najczęściej w przypadku gdy na pytanie nie można znaleźć odpowiedzi popartej naukowymi faktami lub przeprowadzenie eksperymentu jest możliwe teoretycznie ale nie praktycznie; przykładowo w twierdzeniu o nieskończonej liczbie małp hipotetycznie można przeprowadzić eksperyment z małpami, jednak praktycznie jest to niemożliwe (potrzebna jest nieskończenie wielka liczba małp i maszyn do pisania lub nieskończenie wiele czasu).

## Słynne eksperymenty myślowe

### Fizyka
Eksperymenty myślowe w fizyce to m.in.:
- Paradoks bliźniąt (szczególna teoria względności)
- Paradoks EPR (mechanika kwantowa)
- Kot Schrödingera (mechanika kwantowa)
- Paradoks dwóch kondensatorów (teoria obwodów)

### Matematyka
- Paradoks Hilberta (teoria mnogości)

### Filozofia
W filozofii bardzo często stosuje się eksperymenty myślowe:
- Paradoksy Zenona z Elei
- Statek Tezeusza
- Teleportacja (metafizyka)
- Dylemat więźnia
- Mózg w naczyniu (epistemologia, filozofia umysłu)
- Chiński pokój (filozofia umysłu, sztuczna inteligencja, kognitywistyka)
- Dylemat wagonika (także dylemat zwrotnicy) (etyka)

### Różne
- Paradoks kota z kromką posmarowaną masłem
- Bazyliszek Roko